# Octarrhena firmula
Octarrhena firmula är en orkidéart som beskrevs av Rudolf Schlechter. Octarrhena firmula ingår i släktet Octarrhena och familjen orkidéer. Inga underarter finns listade i Catalogue of Life.